# جورج كويستغارد
جورج كويستغارد (19 فبراير 1915 - 20 أو 21 مايو 1944 ) واحدًا من 102 من أعضاء المقاومة الدنماركية من الاحتلال الألماني للدنمارك في الحرب العالمية الثانية الذين أُعدموا بعد محاكمة عسكرية.